# Beornmod
Beornmod († zwischen 842 und 844) war Bischof von Rochester. Er wurde zwischen 803 und 805 zum Bischof geweiht und trat im selben Zeitraum das Amt an. Wahrscheinlich ist, dass er 804 Bischof wurde. Er starb zwischen 842 und 844.